# Podacanthophorus
Podacanthophorus is een geslacht van rechtvleugeligen uit de familie sabelsprinkhanen (Tettigoniidae). De wetenschappelijke naam van dit geslacht is voor het eerst geldig gepubliceerd in 2000 door Naskrecki.

## Soorten
Het geslacht Podacanthophorus omvat de volgende soorten:
- Podacanthophorus alas Naskrecki, 2000
- Podacanthophorus maylinae Naskrecki, 2000
- Podacanthophorus nelciae Naskrecki, 2000
- Podacanthophorus vargasi Naskrecki, 2000